# Mike Newell
Michael Cormac Newell (St Albans, 28 de março de 1942) é um cineasta inglês.
Nascido em Hertfordshire, recebeu sua educação na St. Albans School e na Universidade de Cambridge. Depois de formar-se em Cambridge, Newell trabalhou na Granada Television, em Manchester, por três anos. Seu primeiro filme foi O homem da máscara de ferro (1977).
Fez vários filmes para a televisão inglesa. É casado com Bernice Stegers e têm três filhos.

## Filmografia
- 1964 - Sharon (TV)
- 1967 - The Kindness of Strangers[2] (TV)
- 1968 - The Visitors (TV)
- 1968 - Them Down There (TV)
- 1968 - The Gamekeeper (TV)
- 1968 - 69 Murder - The Blood Relation (TV)
- 1969 - Blood Relations (TV)
- 1970 - Arthur Wants You for a Sunbeam (TV)
- 1970 - Allergy (TV)
- 1971 - Mrs. Mouse, Are You Within? (TV)
- 1971 - Big Soft Nelly Mrs. Mouse (TV)
- 1972 - Not Counting the Savages (TV)
- 1972 - Just Your Luck (TV)
- 1973 - The New World (TV)
- 1973 - A Face of Your Own (TV)
- 1973 - Barbara's Wedding (TV)
- 1973 - £12 look (TV)
- 1973 - The Melancholy Hussar (TV)
- 1974 - Silver Wedding (TV)
- 1974 - The Gift of Friendship (TV)
- 1974 - Baa Baa Black Sheep (TV)
- 1974 - The Childhood Friend (TV)
- 1974 - Ms or Jill an Jack (TV)
- 1975 - Of the Fields Lately (TV)
- 1975 - Mrs. Ackland Ghosts (TV)
- 1975 - Lost yer tongue? (TV)
- 1975 - Jack Flea's Birthday Celebration (TV)
- 1975 - Brassneck (TV)
- 1975 - The Boundary (TV)
- 1975 - The Midas Connection (TV)
- 1976 - Ready when you are Mr. McGill (TV)
- 1976 - Buffet (TV)
- 1977 - O homem da máscara de ferro
- 1977 - Honey (TV)
- 1977 - The Fosdyke Saga (TV)
- 1977 - Charm (TV)
- 1977 - The Mayor's Charity (TV)
- 1978 - Little Girls Don't (TV)
- 1978 - Mr. & Mrs. Bureaucrat (TV)
- 1978 - Destiny (TV)
- 1980 - The Awakening
- 1981 - Bad Blood
- 1982 - Birth of a Nation (TV)
- 1983 - Blood Feud (TV)
- 1985 - The Good Father
- 1985 - Dance with a Stranger
- 1987 - Amazing Grace and Chuck
- 1988 - Soursweet
- 1989 - The Whole Hog (TV)
- 1990 - Common Ground (TV)
- 1992 - Enchanted April
- 1992 - Into the West
- 1994 - Four Weddings and a Funeral
- 1995 - An Awfully Big Adventure
- 1997 - Donnie Brasco
- 1999 - Pushing Tin
- 1999 - The Adventures of Young Indiana Jones: Masks of Evil
- 2002 - Jo (TV)
- 2003 - O Sorriso de Mona Lisa
- 2005 - Harry Potter e o Cálice de Fogo
- 2007 - O Amor nos Tempos do Cólera
- 2010 - Príncipe da Pérsia: As Areias do Tempo

## Prémios e nomeações
- Ganhou o BAFTA de Melhor Filme, por "Four Weddings and a Funeral" (1994).[3]
- Ganhou o BAFTA de Melhor Realizador, por "Four Weddings and a Funeral" (1994).[3]
- Ganhou o César de Melhor Filme Estrangeiro, por "Four Weddings and a Funeral" (1994).[4]